# 矩形尖额蚤
矩形尖额蚤（学名：Alona rectangula）为盘肠蚤科尖额蚤属的动物。分布于北半球、拉丁美洲、非洲、台湾岛以及中国大陆的广东、福建、浙江、江苏、安徽、江西、湖北、四川、山东、河北、河南、辽宁、吉林、黑龙江、宁夏、云南、山西、陕西、甘肃、青海、西藏、新疆等地，属于广温性种类。其主要生活于湖泊沿岸、池塘或水潭中。